# Абтсбессинген
Абтсбессинген (нем. Abtsbessingen) — община в Германии, в земле Тюрингия.
Входит в состав района Кифхойзер. Население составляет 522 человека (на 31 декабря 2010 года). Занимает площадь 14,09 км².